# 銅鑼交流道 (台72線)
銅鑼交流道，為臺灣台72線的交流道，位於臺灣苗栗縣銅鑼鄉，指標為20k。可通往國道一號之銅鑼交流道。
|  | 20 銅鑼 |  | 公館 銅鑼 |

## 外部連結
- 台72線銅鑼交流道示意圖 （页面存档备份，存于）（交通部公路總局）